# Homotècia

Homotècia amb centre O i on λ>1.

Una homotècia és una transformació geomètrica del pla o de l'espai en la qual es compleixen dues condicions: cada punt i la seva imatge estan alineats amb un punt fix O anomenat centre d'homotècia i s'estableix una relació constant λ entre els segments que uneixen el centre d'homotècia amb cada punt i la seva imatge. En una homotècia hi ha una relació de semblança entre l'objecte original i el transformat.
L'homotècia de centre en el punt O i raó λ queda definida per la fórmula:
{\displaystyle h_{O,\lambda }(X)=O+\lambda (X-O)}.